# Dätgen
Dätgen is een gemeente in de Duitse deelstaat Sleeswijk-Holstein, en maakt deel uit van de Kreis Rendsburg-Eckernförde.
Dätgen telde op de  peildatum van de meest recente statistiek 577 inwoners.
De gemeente bestaat uit het dorp  Dätgen  en een aantal eromheen gelegen gehuchten. 
Dätgen ligt bij afrit 11 van de Autobahn A 7, ten westen van Bordesholm. Het is een dorp met een nog sterk agrarisch karakter. Het ligt in een gebied met veel hoogveen. Nog tot aan het eind van de 20e eeuw leefden veel mannen uit Dätgen  van het steken  van turf. Enkele veengebieden zijn als natuurreservaat behouden gebleven. Er vindt, door middel van zogenaamde vernatting, natuurherstel plaats.

## 'Man van Dätgen'

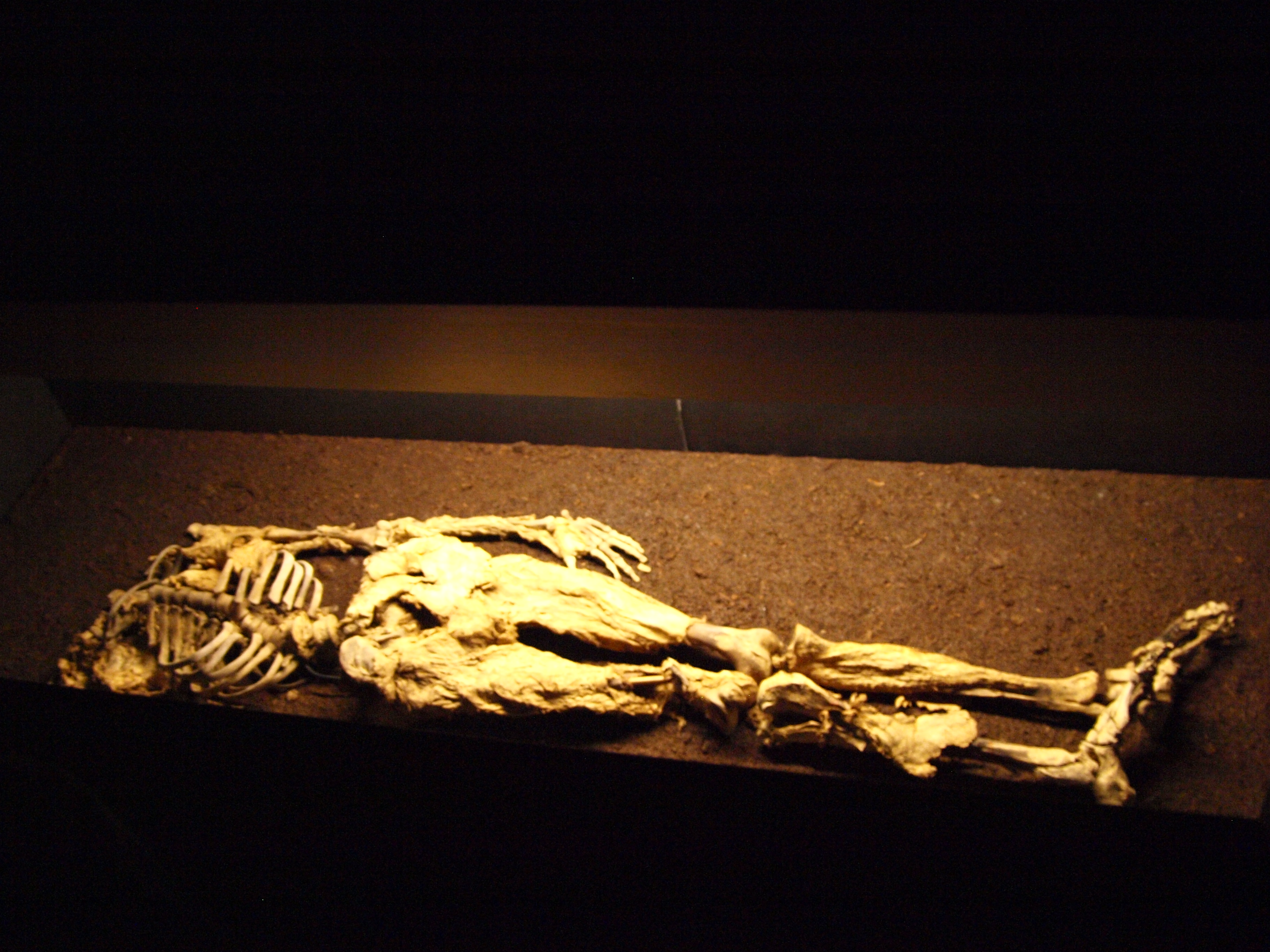
Veenlijk Man van Dätgen
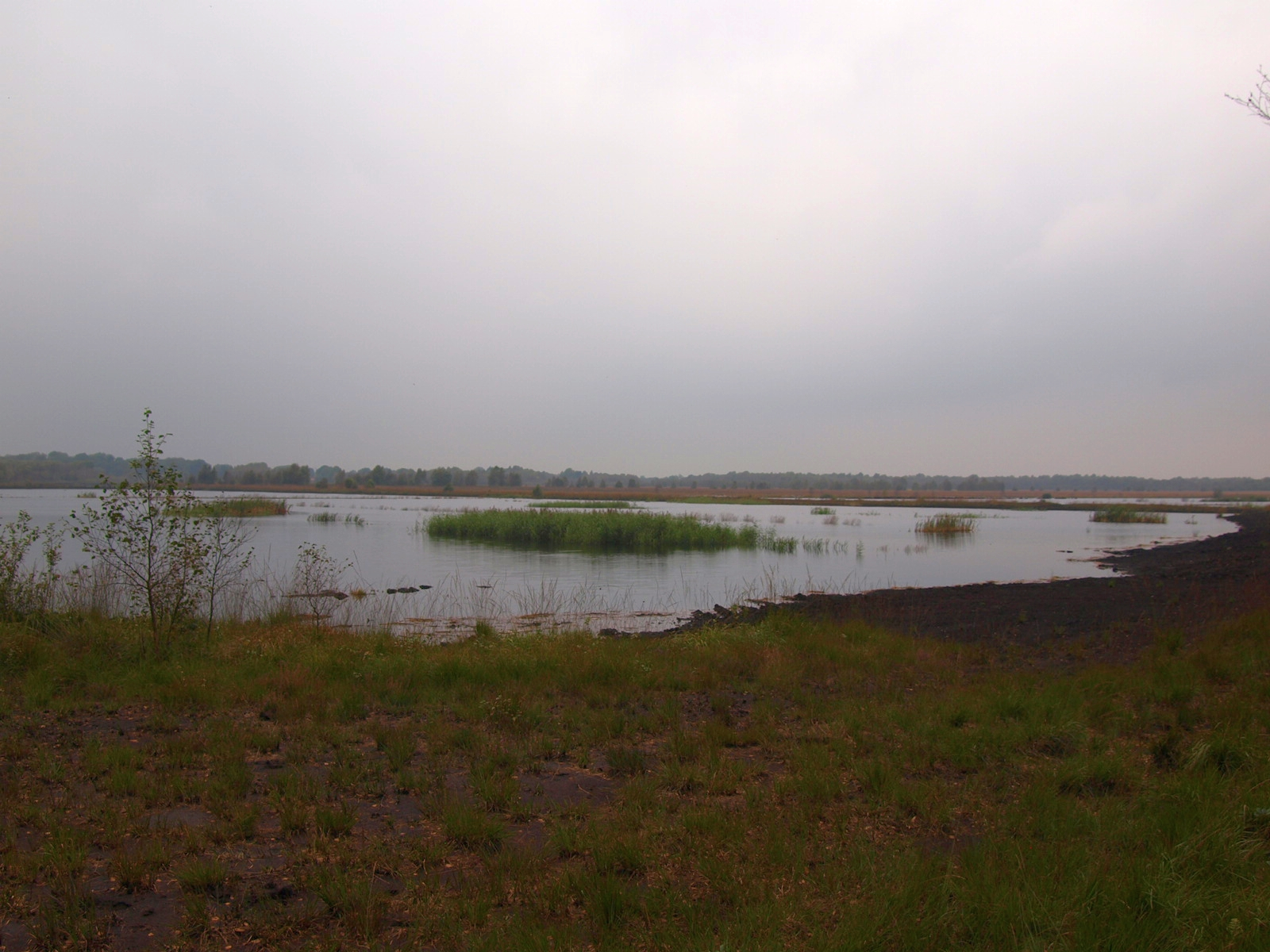
Geïnundeerde vindplaats

In 1959 werd niet ver van Dätgen tijdens het turfsteken het onthoofde lichaam van een  man gevonden, en in 1960 een eindje verderop zijn hoofd. Het veenlijk, dat de 'Man van Dätgen' wordt genoemd, is intussen diverse keren door wetenschappers van verschillende disciplines onderzocht.
De man was circa 1,70 meter lang en stierf op circa 30-jarige leeftijd een gewelddadige dood, wellicht doordat hij met een steekwapen in het hart is gestoken. Ook is hij, wellicht na zijn dood, nog gegeseld, gecastreerd en onthoofd. Deze 'overkill' was wellicht om te voorkomen dat zijn geest als spook zou terugkeren om onheil te zaaien. 
De man was waarschijnlijk blond en had een haarknot. Kledingresten en grafgiften zijn niet aangetroffen. Wel waren zijn ingewanden goed geconserveerd. Aan de hand van zijn maaginhoud kon men afleiden wat hij kort voor zijn dood had gegeten.
De  Man van Dätgen is vermoedelijk in de 2e, 3e of 4e eeuw van de jaartelling overleden.
Het lichaam behoort tot de archeologische collectie van het museum van  de stad Sleeswijk, gevestigd in Slot Gottorf.